# Pfarrhaus (Greding)

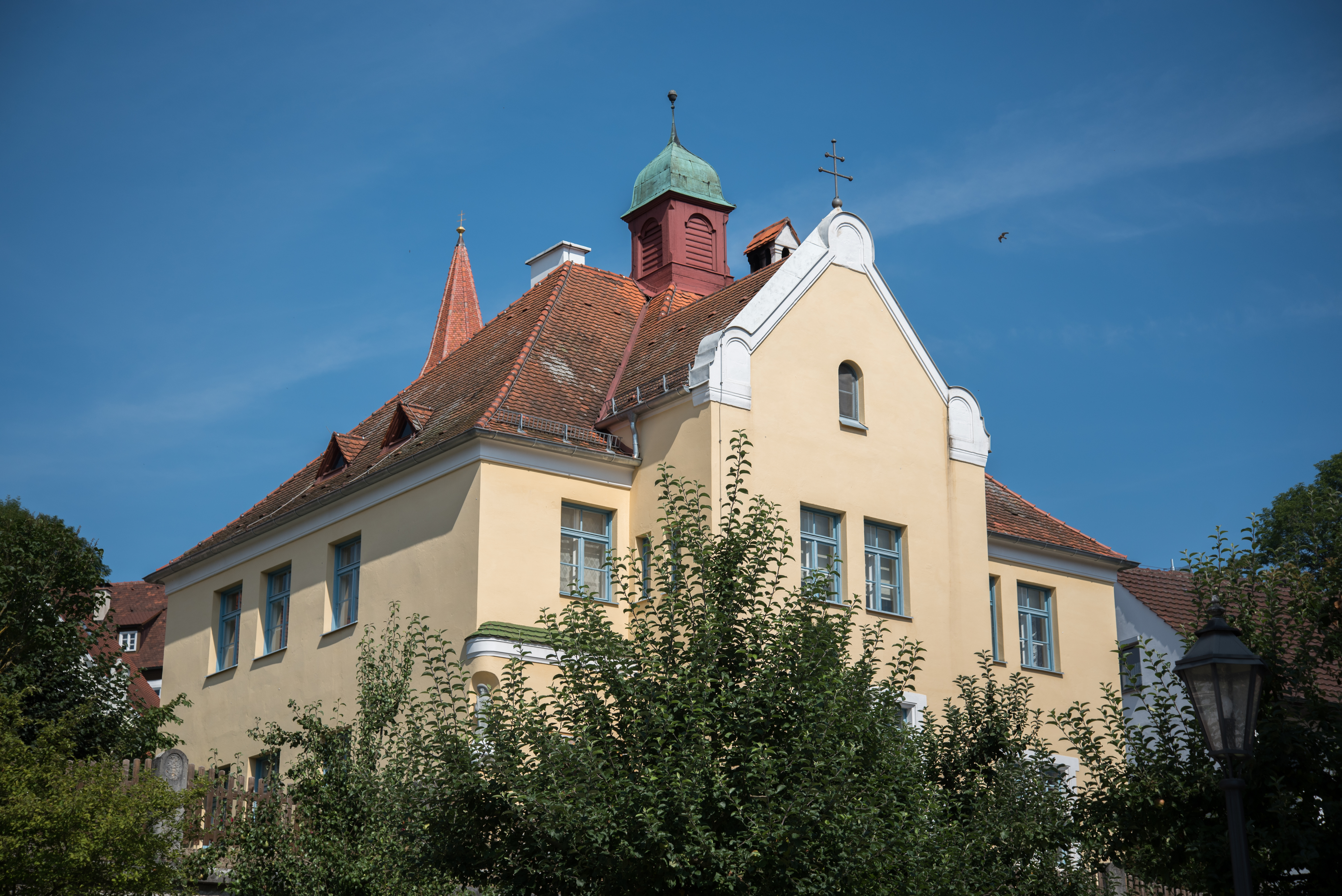
Pfarrhaus in Greding

Das katholische Pfarrhaus in Greding, einer Stadt im mittelfränkischen Landkreis Roth in Bayern, wurde 1905 im Jugendstil errichtet. Das Pfarrhaus mit der Adresse Am Kirchberg 4 ist ein geschütztes Baudenkmal.
Es handelt sich um einen zweigeschossigen Putzbau mit Walmdach, Giebelrisalit und Dachreiter. Es besteht eine Einfriedung mit Kalksteinpfeilern und einem Holzlattenzaun.
Eigentümer ist der Freistaat Bayern.
- Siehe auch: Liste der Baudenkmäler in Greding